# Squadra egiziana di Coppa Davis
La squadra egiziana di Coppa Davis rappresenta l'Egitto nella Coppa Davis, ed è posta sotto l'egida della Egyptian Tennis Federation.
La squadra partecipa alla competizione dal 1929, ma non ha mai fatto parte del Gruppo Mondiale. Ha sempre militato tra Gruppo II e Gruppo III, attualmente è inserito nel Gruppo II.

## Organico 2024
Vengono di seguito illustrati i convocati per ogni singolo turno della Coppa Davis 2024. A sinistra dei nomi la nazione affrontata e il risultato finale. Fra parentesi accanto ai nomi, il ranking del giocatore nel momento della disputa degli incontri (la "d" indica che il ranking corrisponde alla specialità del doppio).
| Gruppo I - Playoff | Gruppo I - Playoff |
| Ecuador (3–1)      | Mohamed Safwat (358) Amr Elsayed (735) Karim-Mohamed Maamoun (789) Michael Bassem Sobhy (1090) Akram El Sallaly (691 d) |
| ------------------ | --- |

| Gruppo I - Turno principale | Gruppo I - Turno principale                                                                                       |
| Ungheria (2–3)              | Mohamed Safwat (415) Amr Elsayed (463) Karim-Mohamed Maamoun (876) Michael Bassem Sobhy (922) Fares Zakaria (923) |
| --------------------------- | --- |

## Risultati
= Incontro del Gruppo Mondiale

### 2010-2019
| Anno | Turno                       | Data            | Sede                        | Avversario  | Punteggio | Esito     |
| ---- | --------------------------- | --------------- | --------------------------- | ----------- | --------- | --------- |
| 2010 | Gruppo II, 1º turno         | 5-7 marzo       | Limassol (CYP)              | Cipro       | 2–3       | Sconfitta |
| 2010 | Gruppo II, Playoff          | 9-11 luglio     | Il Cairo (EGY)              | Danimarca   | 0–5       | Sconfitta |
| 2011 | Gruppo III, Round Robin     | 5 luglio        | Il Cairo (EGY)              | Benin       | 3–0       | Vittoria  |
| 2011 | Gruppo III, Round Robin     | 6 luglio        | Il Cairo (EGY)              | Nigeria     | 3–0       | Vittoria  |
| 2011 | Gruppo III, Round Robin     | 8 luglio        | Il Cairo (EGY)              | Madagascar  | 3–0       | Vittoria  |
| 2011 | Gruppo III, Playoff         | 9 luglio        | Il Cairo (EGY)              | Zimbabwe    | 2–0       | Vittoria  |
| 2012 | Gruppo II, 1º turno         | 10-12 febbraio  | Il Cairo (EGY)              | Lettonia    | 2–3       | Sconfitta |
| 2012 | Gruppo II, Playoff 2º turno | 6-8 aprile      | Il Cairo (EGY)              | Irlanda     | 2–3       | Sconfitta |
| 2013 | Gruppo III, Round Robin     | 15 maggio       | Il Cairo (EGY)              | Zambia      | 3–0       | Vittoria  |
| 2013 | Gruppo III, Round Robin     | 16 maggio       | Il Cairo (EGY)              | Botswana    | 3–0       | Vittoria  |
| 2013 | Gruppo III, Round Robin     | 17 maggio       | Il Cairo (EGY)              | Nigeria     | 3–0       | Vittoria  |
| 2013 | Gruppo III, Playoff         | 18 maggio       | Il Cairo (EGY)              | Zimbabwe    | 2–1       | Vittoria  |
| 2014 | Gruppo II, 1º turno         | 31 gen-2 feb    | Chișinău (MDA)              | Moldavia    | 1–4       | Sconfitta |
| 2014 | Gruppo II, Playoff 2º turno | 4-6 aprile      | Dublino (IRL)               | Irlanda     | 2–3       | Sconfitta |
| 2015 | Gruppo III, Round Robin     | 26 ottobre      | Il Cairo (EGY)              | Mozambico   | 3–0       | Vittoria  |
| 2015 | Gruppo III, Round Robin     | 27 ottobre      | Il Cairo (EGY)              | Libia       | 3–0       | Vittoria  |
| 2015 | Gruppo III, Round Robin     | 28 ottobre      | Il Cairo (EGY)              | Benin       | 3–0       | Vittoria  |
| 2015 | Gruppo III, Playoff         | 29 ottobre      | Il Cairo (EGY)              | Namibia     | 2–1       | Vittoria  |
| 2016 | Gruppo II, 1º turno         | 4-6 marzo       | Il Cairo (EGY)              | Bielorussia | 1–3       | Sconfitta |
| 2016 | Gruppo II, Playoff          | 15-17 luglio    | Roquebrune-Cap-Martin (MCO) | Monaco      | 1–3       | Sconfitta |
| 2017 | Gruppo III, Round Robin     | 17 luglio       | Il Cairo (EGY)              | Nigeria     | 3–0       | Vittoria  |
| 2017 | Gruppo III, Round Robin     | 19 luglio       | Il Cairo (EGY)              | Ruanda      | 3–0       | Vittoria  |
| 2017 | Gruppo III, Round Robin     | 21 luglio       | Il Cairo (EGY)              | Zimbabwe    | 3–0       | Vittoria  |
| 2017 | Gruppo III, Playoff         | 22 luglio       | Il Cairo (EGY)              | Benin       | 2–0       | Vittoria  |
| 2018 | Gruppo II, 1º turno         | 3-4 febbraio    | Sharm el-Sheikh (EGY)       | Norvegia    | 4–0       | Vittoria  |
| 2018 | Gruppo II, 2º turno         | 7-8 aprile      | Gentofte (DNK)              | Danimarca   | 3–1       | Vittoria  |
| 2018 | Gruppo II, Playoff          | 14-15 settembre | Il Cairo (EGY)              | Finlandia   | 2–3       | Sconfitta |
| 2019 | Gruppo II, Playoff          | 13-14 settembre | Sharm el-Sheikh (EGY)       | Slovenia    | 1–3       | Sconfitta |

### 2020-2029
| Anno | Turno                       | Data            | Sede             | Avversario | Punteggio | Esito     |
| ---- | --------------------------- | --------------- | ---------------- | ---------- | --------- | --------- |
| 2021 | Gruppo II, Playoff          | 6-7 marzo       | Jūrmala (LVA)    | Lettonia   | 1–4       | Sconfitta |
| 2021 | Gruppo III, Round Robin     | 11 agosto       | Il Cairo (EGY)   | Benin      | 2–1       | Vittoria  |
| 2021 | Gruppo III, Round Robin     | 13 agosto       | Il Cairo (EGY)   | Algeria    | 3–0       | Vittoria  |
| 2021 | Gruppo III, Playoff         | 14 agosto       | Il Cairo (EGY)   | Mozambico  | 3–0       | Vittoria  |
| 2022 | Gruppo II, Playoff          | 4-5 marzo       | Il Cairo (EGY)   | Cipro      | 4–1       | Vittoria  |
| 2022 | Gruppo II, Turno principale | 17-18 settembre | Vilnius (LTU)    | Lituania   | 1–4       | Sconfitta |
| 2023 | Gruppo II, Playoff          | 3-4 febbraio    | Il Cairo (EGY)   | Paraguay   | 3–2       | Vittoria  |
| 2023 | Gruppo II, Turno principale | 16-17 settembre | Montevideo (URY) | Uruguay    | 3–2       | Vittoria  |
| 2024 | Gruppo I, Playoff           | 2-3 febbraio    | Il Cairo (EGY)   | Ecuador    | 3–1       | Vittoria  |
| 2024 | Gruppo I, Turno principale  | 13-14 settembre | Il Cairo (EGY)   | Ungheria   | 2–3       | Sconfitta |

## Statistiche giocatori
Di seguito la classifica dei tennisti egiziani con almeno una partecipazione in Coppa Davis, ordinati in base al numero di vittorie. In caso di parità si tiene conto del maggior numero di incontri disputati; in caso di ulteriore parità viene dato più valore agli incontri in singolare; come quarto e ultimo criterio viene considerata la data d'esordio. In grassetto quelli tuttora in attività.

Aggiornato alla Coppa Davis 2025 (Grecia-Egitto 3-2).
| #  | Tennista                | Singolare | Doppio | Totale |
| -- | ----------------------- | --------- | ------ | ------ |
| 1  | Mohamed Safwat          | 30-16     | 13-7   | 43-23  |
| 2  | Karim Maamoun           | 19-17     | 11-14  | 30-31  |
| 3  | Sherif Sabry            | 14-12     | 13-11  | 27-23  |
| 4  | Amr Ghoneim             | 16-23     | 8-7    | 24-30  |
| 5  | Ismail El Shafei        | 15-10     | 8-9    | 23-19  |
| 6  | Tamer El-Sawy           | 17-12     | 5-11   | 22-23  |
| 7  | Ahmed El-Mehelmy        | 15-15     | 7-8    | 22-23  |
| 8  | Karim-Mohamed Maamoun   | 13-9      | 9-3    | 22-12  |
| 9  | Mohamed Mamoun          | 13-9      | 7-9    | 20-18  |
| 10 | Tarek-Shawki El-Sakka   | 14-12     | 5-8    | 19-20  |
| 11 | Aly El Dawoudi          | 12-7      | 7-6    | 19-13  |
| 12 | Hisham Hemeda           | 9-2       | 4-4    | 13-6   |
| 13 | Adli El Shafei          | 8-17      | 3-4    | 11-21  |
| 14 | Marcel Coen             | 5-8       | 4-6    | 9-14   |
| 15 | Youssef Hossam          | 3-2       | 6-0    | 9-2    |
| 16 | Fathi Mohammed-Ali      | 6-10      | 2-8    | 8-18   |
| 17 | Jacques Grandguillot    | 5-3       | 3-1    | 8-4    |
| 18 | Adel Ismail             | 6-5       | 1-5    | 7-10   |
| 19 | Khaled El Salawy        | 6-4       | 1-4    | 7-8    |
| 20 | Hisham Nasser           | 5-4       | 2-2    | 7-6    |
| 21 | Moataz El Sonbol        | 6-9       | 0-3    | 6-12   |
| 22 | Ibrahim Mahmoud         | 4-6       | 2-2    | 6-8    |
| 23 | Amr Elsayed             | 6-6       | 0-0    | 6-6    |
| 24 | Hassan El Aroussy       | 4-5       | 2-1    | 6-6    |
| 25 | Omar Hedayet            | 4-0       | 2-1    | 6-1    |
| 26 | Ibrahim Badreldin-Sayed | 5-9       | 0-3    | 5-12   |
| 27 | Karim Hossam            | 1-1       | 4-0    | 5-1    |
| 28 | Abdel-Ghani Mohammed    | 2-6       | 1-3    | 3-9    |
| 29 | Gehad El Deeb           | 1-4       | 2-0    | 3-4    |
| 30 | Marwan Zewar            | 2-1       | 1-2    | 3-3    |
| 31 | Saeed Mohammed-Mabrouk  | 2-0       | 1-0    | 3-0    |
| 32 | Loutfalla Wahid         | 2-10      | 0-2    | 2-12   |
| 33 | Pierre Grandguillot     | 1-2       | 1-0    | 2-2    |
| 34 | Abdel-Gawad Mohammed    | 0-1       | 0-0    | 2-1    |
| 35 | Adham Gaber             | 0-0       | 2-1    | 2-1    |

| #  | Tennista             | Singolare | Doppio | Totale |
| -- | -------------------- | --------- | ------ | ------ |
| 36 | Sherif Makhlouf      | 0-0       | 2-1    | 2-1    |
| 37 | Shukry Mubarak       | 2-0       | 0-0    | 2-0    |
| 38 | Andre Najar          | 1-6       | 0-0    | 1-6    |
| 39 | Khaled Baligh        | 1-4       | 0-2    | 1-6    |
| 40 | Donald Acobas        | 0-1       | 1-4    | 1-5    |
| 41 | Kamel Moubarek       | 1-3       | 0-0    | 1-3    |
| 42 | Nicolas Zahar        | 0-1       | 1-2    | 1-3    |
| 43 | Ahmed Shukry         | 0-1       | 1-2    | 1-3    |
| 44 | Mahmoud Talaat       | 0-0       | 1-3    | 1-3    |
| 45 | Mabrouk Mohammed-Ali | 1-1       | 0-1    | 1-2    |
| 46 | Nel Zak              | 0-1       | 1-1    | 1-2    |
| 47 | Mohamed Nashaat      | 0-1       | 1-1    | 1-2    |
| 48 | Fares Zakaria        | 0-1       | 1-0    | 1-1    |
| 49 | Ahmed-Shebl Morsy    | 0-0       | 1-1    | 1-1    |
| 50 | Ahmed Hassan         | 1-0       | 0-0    | 1-0    |
| 51 | Bassel Rahmy         | 1-0       | 0-0    | 1-0    |
| 52 | Mohamed Wafa         | 1-0       | 0-0    | 1-0    |
| 53 | Mazen Osama          | 1-0       | 0-0    | 1-0    |
| 54 | Akram El Sallaly     | 0-0       | 1-0    | 1-0    |
| 55 | Karim Zaher          | 0-2       | 0-2    | 0-4    |
| 56 | Mohammed-Abdul Fatah | 0-2       | 0-1    | 0-3    |
| 57 | Nabil Hassan         | 0-1       | 0-2    | 0-3    |
| 58 | Adolphe Bogdagli     | 0-2       | 0-0    | 0-2    |
| 59 | Mahmoud Ezz          | 0-2       | 0-0    | 0-2    |
| 60 | Michael Bassem Sobhy | 0-2       | 0-0    | 0-2    |
| 61 | A Riches             | 0-1       | 0-1    | 0-2    |
| 62 | Adli El Shafei II    | 0-0       | 0-2    | 0-2    |
| 63 | Mohammed Eleish      | 0-0       | 0-2    | 0-2    |
| 64 | Karim Afifi          | 0-1       | 0-0    | 0-1    |
| 65 | Mohammed Fawzy       | 0-1       | 0-0    | 0-1    |
| 66 | Rene Danon           | 0-0       | 0-1    | 0-1    |
| 67 | Hani Nasser          | 0-0       | 0-1    | 0-1    |

## Andamento
La seguente tabella riflette l'andamento della squadra dal 1990 ad oggi.
| Pos.           | 90 | 91 | 92 | 93 | 94 | 95 | 96 | 97 | 98 | 99 | 00 | 01 | 02 | 03 | 04 | 05 | 06 | 07 | 08 | 09 | 10 | 11 | 12 | 13 | 14 | 15 | 16 | 17 | 18 | 19 | 21 | 22 | 23 | 24 |
| -------------- | -- | -- | -- | -- | -- | -- | -- | -- | -- | -- | -- | -- | -- | -- | -- | -- | -- | -- | -- | -- | -- | -- | -- | -- | -- | -- | -- | -- | -- | -- | -- | -- | -- | -- |
| Campione       |    |    |    |    |    |    |    |    |    |    |    |    |    |    |    |    |    |    |    |    |    |    |    |    |    |    |    |    |    |    |    |    |    |    |
| Finalista      |    |    |    |    |    |    |    |    |    |    |    |    |    |    |    |    |    |    |    |    |    |    |    |    |    |    |    |    |    |    |    |    |    |    |
| SF             |    |    |    |    |    |    |    |    |    |    |    |    |    |    |    |    |    |    |    |    |    |    |    |    |    |    |    |    |    |    |    |    |    |    |
| QF             |    |    |    |    |    |    |    |    |    |    |    |    |    |    |    |    |    |    |    |    |    |    |    |    |    |    |    |    |    |    |    |    |    |    |
| OF             |    |    |    |    |    |    |    |    |    |    |    |    |    |    |    |    |    |    |    |    |    |    |    |    |    |    |    |    |    |    |    |    |    |    |
| Qualificazioni | x  | x  | x  | x  | x  | x  | x  | x  | x  | x  | x  | x  | x  | x  | x  | x  | x  | x  | x  | x  | x  | x  | x  | x  | x  | x  | x  | x  | x  |    |    |    |    |    |
| Gruppo I       |    |    |    |    |    |    |    |    |    |    |    |    |    |    |    |    |    |    |    |    |    |    |    |    |    |    |    |    |    |    |    |    |    |    |
| Gruppo II      |    |    |    |    |    |    |    |    |    |    |    |    |    |    |    |    |    |    |    |    |    |    |    |    |    |    |    |    |    |    |    |    |    |    |
| Gruppo III     | x  | x  |    |    |    |    |    |    |    |    |    |    |    |    |    |    |    |    |    |    |    |    |    |    |    |    |    |    |    |    |    |    |    |    |
| Gruppo IV      | x  | x  | x  | x  | x  | x  | x  |    |    |    |    |    |    | x  |    |    |    |    |    |    | x  | x  | x  | x  | x  | x  | x  | x  | x  |    |    |    |    |    |

Legenda
- Campione: La squadra ha conquistato la Coppa Davis.
- Finalista: La squadra ha disputato e perso la finale.
- SF: La squadra è stata sconfitta in semifinale.
- QF: La squadra è stata sconfitta nei quarti di finale.
- OF: La squadra è stata sconfitta negli ottavi di finale (1º turno). Dal 2019 sostituito dal Round Robin.
- Qualificazioni: La squadra è stata sconfitta al turno di qualificazione. Istituito nel 2019.
- Gruppo I: La squadra ha partecipato al Gruppo I della propria zona di appartenenza.
- Gruppo II: La squadra ha partecipato al Gruppo II della propria zona di appartenenza.
- Gruppo III: La squadra ha partecipato al Gruppo III della propria zona di appartenenza.
- Gruppo IV: La squadra ha partecipato al Gruppo IV della propria zona di appartenenza.
- x: Ove presente, la x indica che in quel determinato anno, il Gruppo in questione non è esistito nella zona geografica di appartenenza della squadra.